# Buutsagaan
Buutsagaan (mongoliska: Бууцагаан Сум, Бууцагаан, Buutsagaan Sum) är ett distrikt i Mongoliet.   Det ligger i provinsen Bajanchongor, i den centrala delen av landet, 700 km väster om huvudstaden Ulaanbaatar.